# Дихидрофолатредуктаза
Дихидрофолатредуктазата (съкр. ДХФР) е ензим, катализиращ превръщането на дихидрофолиева киселина в тетрахидрофолиева, процес зависим от НАД.H+H+. Реакцията представлява редукция на дихидрофолата, с използването на електроните от НАД.H+H+ до получаването на тетрахидрофолат. Тетрахидрофолатът е активната форма на фолиевата киселина при редица организми, включително при човек, и участва като кофактор в трансферазни процеси при първи въглероден атом.
Инхибирането на дихидрофолатредуктазата, предизвиква дефицит на тетрахидрофолат. Тъй като именно тетрахидрофолатът е необходим за процесите свързани с клетъчното делене, като например за синтезата на тимин, инхибирането може да има и терапевтичен ефект. Например терапията с включването на метотрексат се използва за лечение на рак, тъй като възпрепятства деленето на неопластичните клетки. Метотрексатът е и първото химиотерапевтично средство. Свързването на метотрексата с ензима е 1000 пъти по-силно отколкото това на нормалния субстрат. Дефицитът на фолат, може да предизвика и мегабластна анемия.
Действието на редица лекарствени средства е насочено именно към дехидрофолатредуктазата – напр. антибиотикът триметоприм, антималаричното средство пириметамин, химиотерапевтичните лекарства метотрексат и пеметрексед.